# Borghetto di Borbera
Borghetto di Borbera är en ort och kommun i provinsen Alessandria i regionen Piemonte i Italien. Kommunen hade 1 957 invånare (2018).